# Absolutní poezie
Absolutní poezii (z latinského absolutus – naprostý, samostatný, nepodmíněný, dokonalý) tvořili Absolutní básníci. Termín byl tehdy vytvořen analogicky k pojmu absolutní hudby (jako protiklad hudby programové). 
- „Měli bychom říkat Absolutní básnící, abychom měli klid. … Absolutní v obraznosti, absolutní ve výrazu, absolutní jako Reys Netos-Ryzí králové nejlepších staletí.“

(antologie Prokletí básníci Paula Verlaina)
Absolutní poezie není moc specifický termín, proto se jím i přes původní význam dnes označuje i tvorba jiného typu. Například tvorba Christiana Morgensterna nebo Vladimíra Holana – tedy verše, jejichž řeč je zcela nezávislá na pojmové a významové hodnotě slova.
Nejasnost a neurčitost pojmu způsobila také, že v pozdější době se tohoto termínu nijak nedovolávají analogická či příbuzná úsilí o Čistou poezii, abstraktní, umný nebo konkrétní jazyk, ač snaha o dokonalost a nepodmíněnost je vlastní všem modernistickým směrům.